# Нассау (Багамські Острови)
На́ссау (англ. Nassau) — столиця та найбільше місто Багамських островів, туристичний і міжнародний банківський центр. Місто розташоване на острові Нью-Провіденс, що виконує функцію федерального округу Багамських островів, у місті не існує місцевої влади, воно управляється напряму урядом країни. Населення міста — 260 тис. (перепис 2008 року), близько 80 % населення країни (330 тис.). Біля міста розташований головний аеропорт країни — Лінден Піндлінг. На початку XVIII століття Нассау було широко відоме як піратський порт.

## Історія
Місто було засноване британськими поселенцями в середині XVII століття як Чарльзтаун на честь короля Англії Карла II (Чарльза II в англійської транскрипції). 1684 року, під час іспанського рейду, місто було спалене.
При губернаторі Ніколасі Тротті місто було перебудовано. Свою нинішню назву місто отримало 1695 року на честь англійського короля Вільгельма III Оранського, який по батьку належав до Орансько-Нассауської династії Нідерландів. Після Тротта в Нассау не було ефективних губернаторів і для міста настали важкі часи.
1703 року, під час Війни за іспанську спадщину іспанські та французькі війська ненадовго зайняли Нассау. З 1703 по 1718 рік у колонії не було губернатора, а в 1713 році мало укріплені Багамські острови стали притулком піратів. Губернатор Бермудських островів заявив, що в Нассау було більше 1000 піратів, і вони перевершували жителів міста за чисельністю майже в 10 разів. Пірати оголосили Нассау Піратською республікою, затвердивши себе «правителями». Нассау в якості своєї бази використовували  Бенджамін Горніґолд, Генрі Дженнінгс, Чарльз Вейн, Томас Барроу (який оголосив себе «Губернатором Нью-Провіденса»), Каліко Джек Рекгем, Енн Бонні, Мері Рід і сумнозвісний Едвард Тіч, більш відомий як «Чорна борода».
1718 року англійці, які прагнули відновити контроль над островами, призначили губернатором островів капітана Вудса Роджерса. Роджерс успішно боровся з піратством, реформував цивільну адміністрацію та відновив торгівлю. Використовуючи свої власні кошти він очистив Нассау і відновив форт. 1720 року іспанці зробили безуспішну спробу захоплення Нассау.
1776 року, під час війни за незалежність США, місто було на два тижня захоплено десантом американської морської піхоти. 1782 року слабо захищене місто було в останній раз захоплене іспанцями, а 1783 року знову відбито. Після завершення війни за незалежність США на Багами переселилася частина американських лоялістів. Один з них, лорд Данмор, керував колонією з 1787 по 1796 рік. Він курирував будівництво фортів Шарлотта та Фінкасл у Нассау.
У 20—30-х роках XX століття економіка Нассау виграла від введення Сухого закону в США. 1946 року почався «туристичний бум», який посилився в кінці 1950-х після захоплення влади на Кубі Фіделем Кастро. Багамські острови стали зимовим курортом США і Європи. Були побудовані готелі і казино.
Після проголошення незалежності Багамських островів у липні 1973 року розвиток економіки прискорився. Іноземні компанії (в першу чергу американські) стали вкладати великі кошти в індустрію туризму і фінансовий сектор економіки Нассау через відсутність в країні прибуткового податку.

## Клімат
Нассау має тропічний мусонний клімат з відносно стабільними температурами протягом року. Влітку температура досягає 32 градусів за Цельсієм, а взимку денна температура коливається від 23 до 27 °C і рідко опускається нижче, ніж 15 °C. Тропічні циклони обрушуються на місто з липня по жовтень.
| Клімат Нассау (1981–2010)                  | Клімат Нассау (1981–2010) | Клімат Нассау (1981–2010) | Клімат Нассау (1981–2010) | Клімат Нассау (1981–2010) | Клімат Нассау (1981–2010) | Клімат Нассау (1981–2010) | Клімат Нассау (1981–2010) | Клімат Нассау (1981–2010) | Клімат Нассау (1981–2010) | Клімат Нассау (1981–2010) | Клімат Нассау (1981–2010) | Клімат Нассау (1981–2010) | Клімат Нассау (1981–2010) |
| Показник                                   | Січ.                      | Лют.                      | Бер.                      | Квіт.                     | Трав.                     | Черв.                     | Лип.                      | Серп.                     | Вер.                      | Жовт.                     | Лист.                     | Груд.                     | Рік                       |
| Середній максимум, °C                      | 25,6                      | 26,1                      | 26,9                      | 28,1                      | 29,9                      | 31,4                      | 32,4                      | 32,4                      | 31,9                      | 30,2                      | 27,9                      | 26,4                      | 29,1                      |
| Середня температура, °C                    | 21,6                      | 21,9                      | 22,7                      | 23,9                      | 25,8                      | 27,7                      | 28,5                      | 28,5                      | 27,9                      | 26,6                      | 24,5                      | 22,6                      | 25,2                      |
| Середній мінімум, °C                       | 17,4                      | 17,9                      | 18,6                      | 19,8                      | 21,6                      | 23,6                      | 24,4                      | 24,4                      | 24,1                      | 23,0                      | 20,9                      | 18,9                      | 21,2                      |
| Середня кількість сонячних годин на місяць | 226                       | 224                       | 251                       | 282                       | 282                       | 240                       | 267                       | 260                       | 222                       | 236                       | 219                       | 211                       | 2920                      |
| Норма опадів, мм                           | 49                        | 50                        | 65                        | 63                        | 115                       | 223                       | 150                       | 217                       | 182                       | 137                       | 79                        | 52                        | 1382                      |
| Днів з опадами                             | 8                         | 6                         | 7                         | 6                         | 10                        | 15                        | 17                        | 18                        | 17                        | 14                        | 9                         | 8                         | 135                       |
| ------------------------------------------ | ------------------------- | ------------------------- | ------------------------- | ------------------------- | ------------------------- | ------------------------- | ------------------------- | ------------------------- | ------------------------- | ------------------------- | ------------------------- | ------------------------- | ------------------------- |

| Січ   | Лют   | Бер   | Кві   | Тра   | Чер   | Лип   | Сер   | Вер   | Жов   | Лис   | Гру   |
| ----- | ----- | ----- | ----- | ----- | ----- | ----- | ----- | ----- | ----- | ----- | ----- |
| 23 °C | 23 °C | 24 °C | 26 °C | 27 °C | 28 °C | 28 °C | 28 °C | 28 °C | 27 °C | 26 °C | 24 °C |

## Транспорт

### Повітряний
Найбільший аеропорт Багамських островів — Міжнародний аеропорт Лінден Піндлінг (колишній міжнародний аеропорт Нассау) — розташований у 16 кілометрах на захід від Нассау та обслуговує авіарейси до великих міст США, Канади, Великої Британії, країн Карибського басейну.
Аеропорт Нью-Провіденс на острові Парадаз було закрито у 1999 році, а злітно-посадкова смуга інтегрована в острівну курортну мережу.

### Водний
Пороми та судна забезпечують транспортування навколо Нассау до навколишніх островів, а саме до острова Парадайз. Принц Джордж Уорф — головний порт міста, обслуговує круїзні судна з портами заходу в Нассау. Зокрема, це місце реєстрації круїзного судна Дісней — Disney Wonder. Щотижня здійснюється відправка пошти. Туристам щодня доступні швидкісні водні екскурсії, зокрема до острова Харбор.

## Галерея

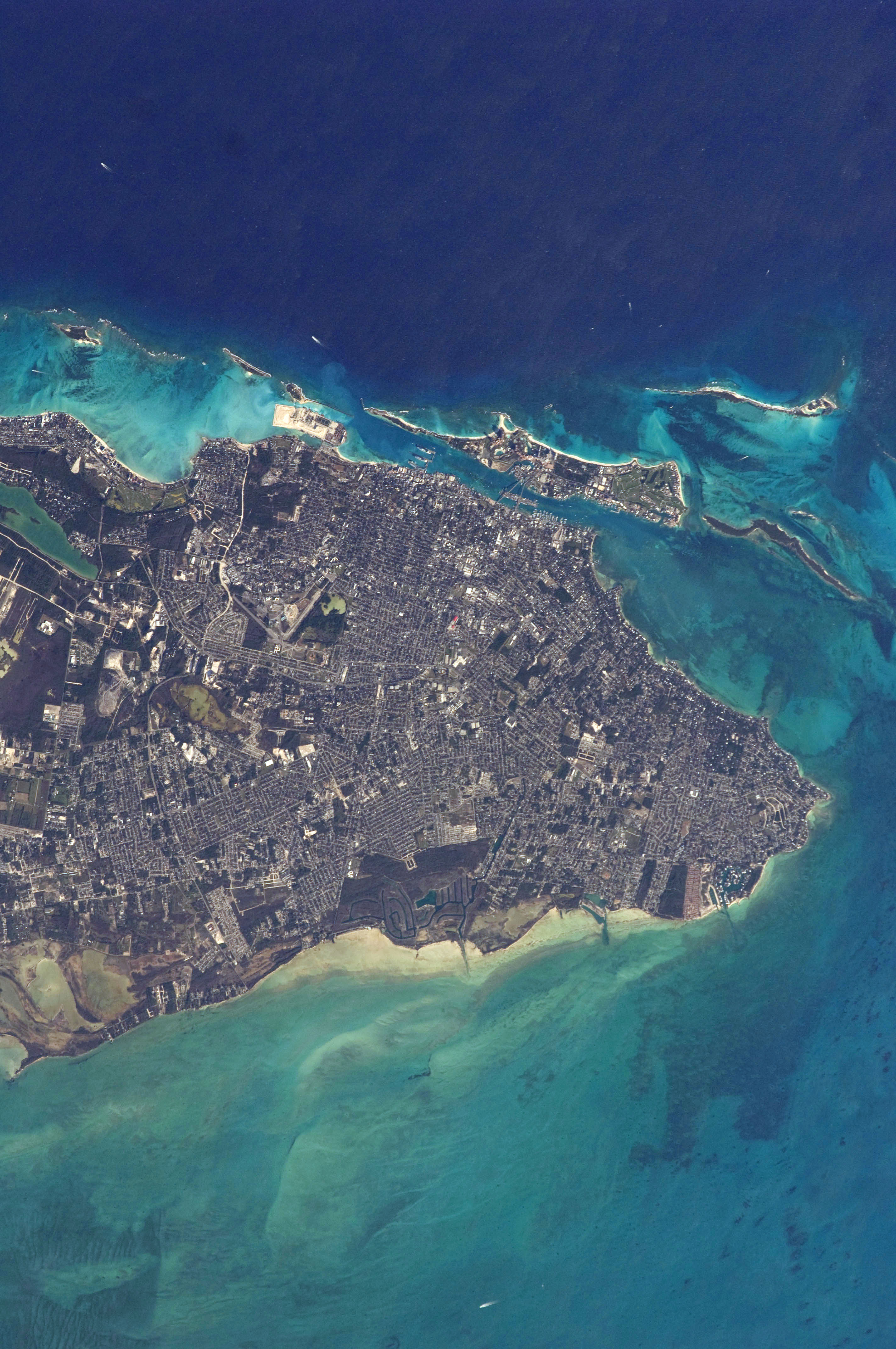
Нассау та острів Парадайз (супутниковий знімок NASA)
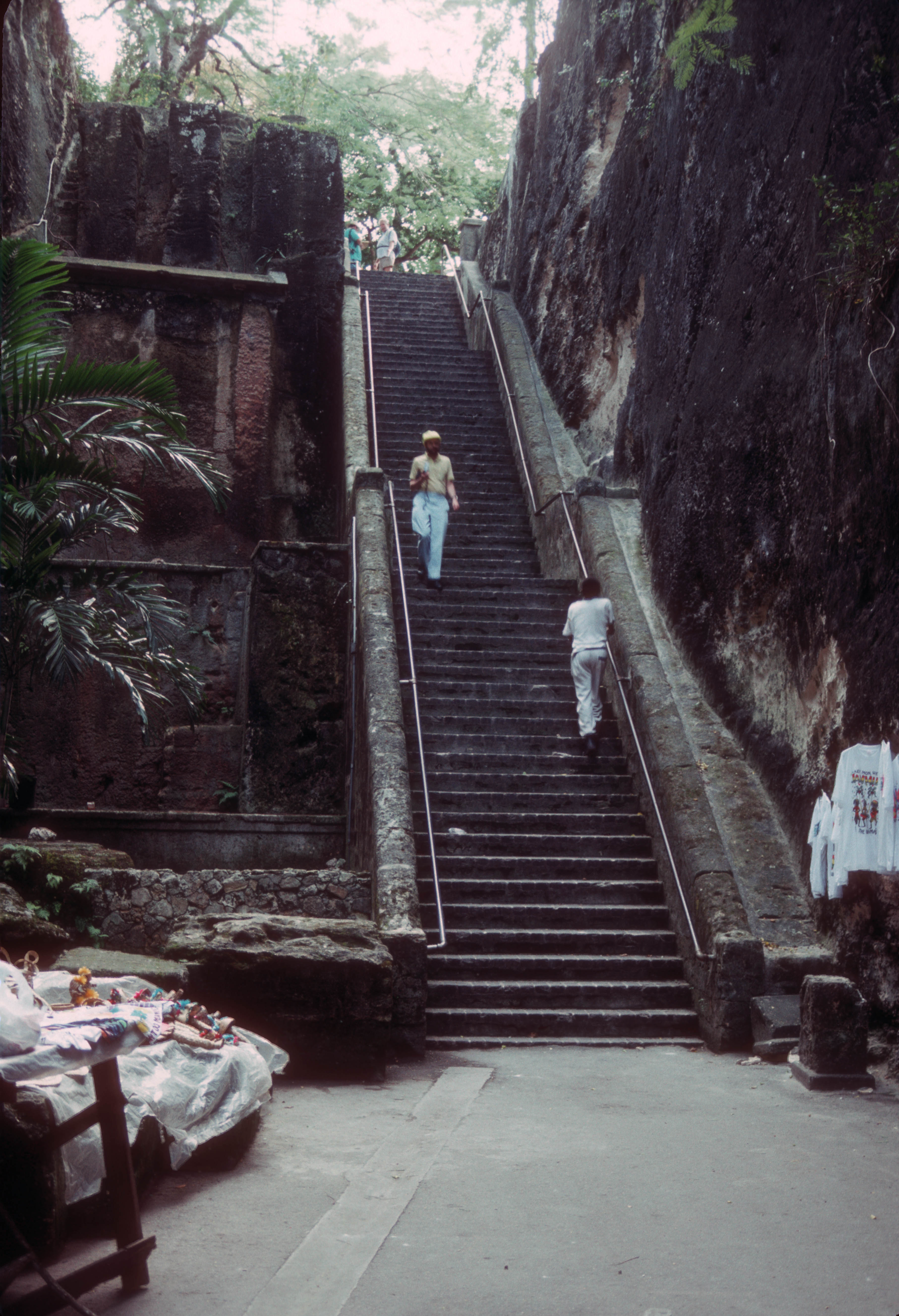
Королівські сходи
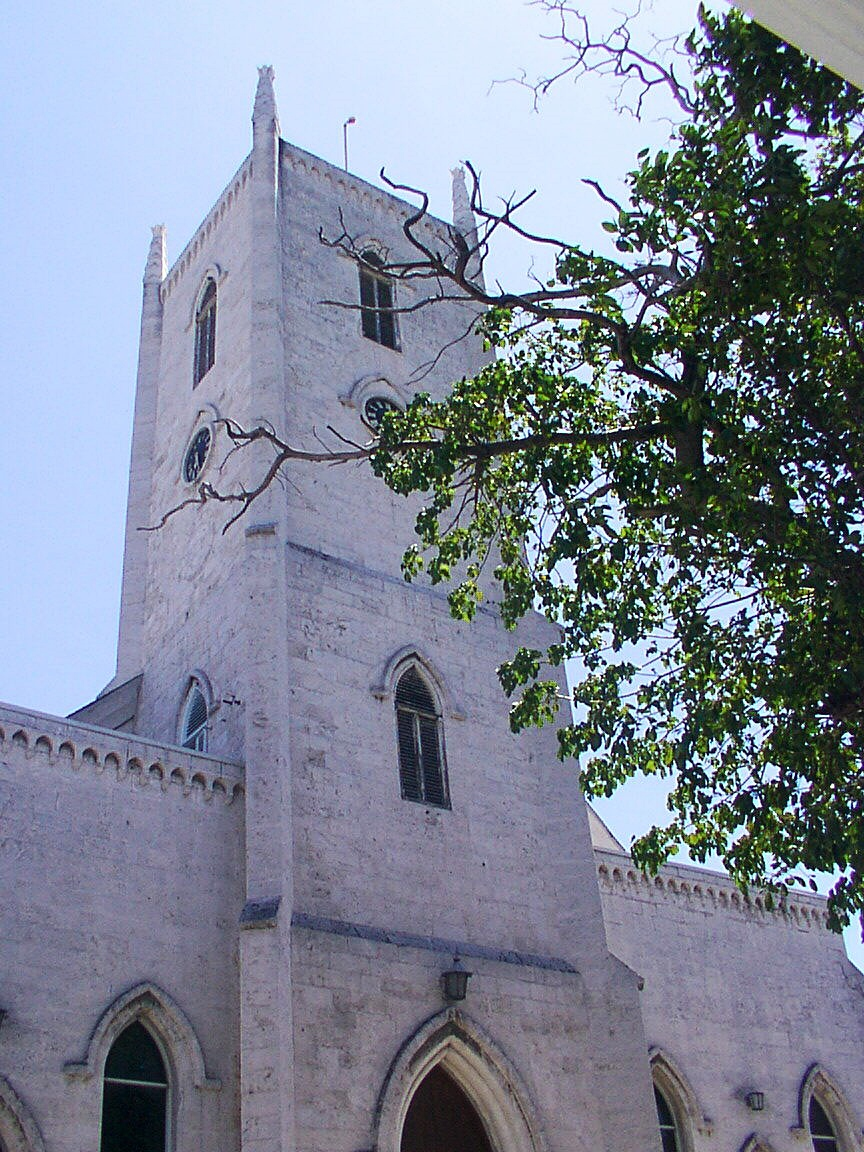
Собор
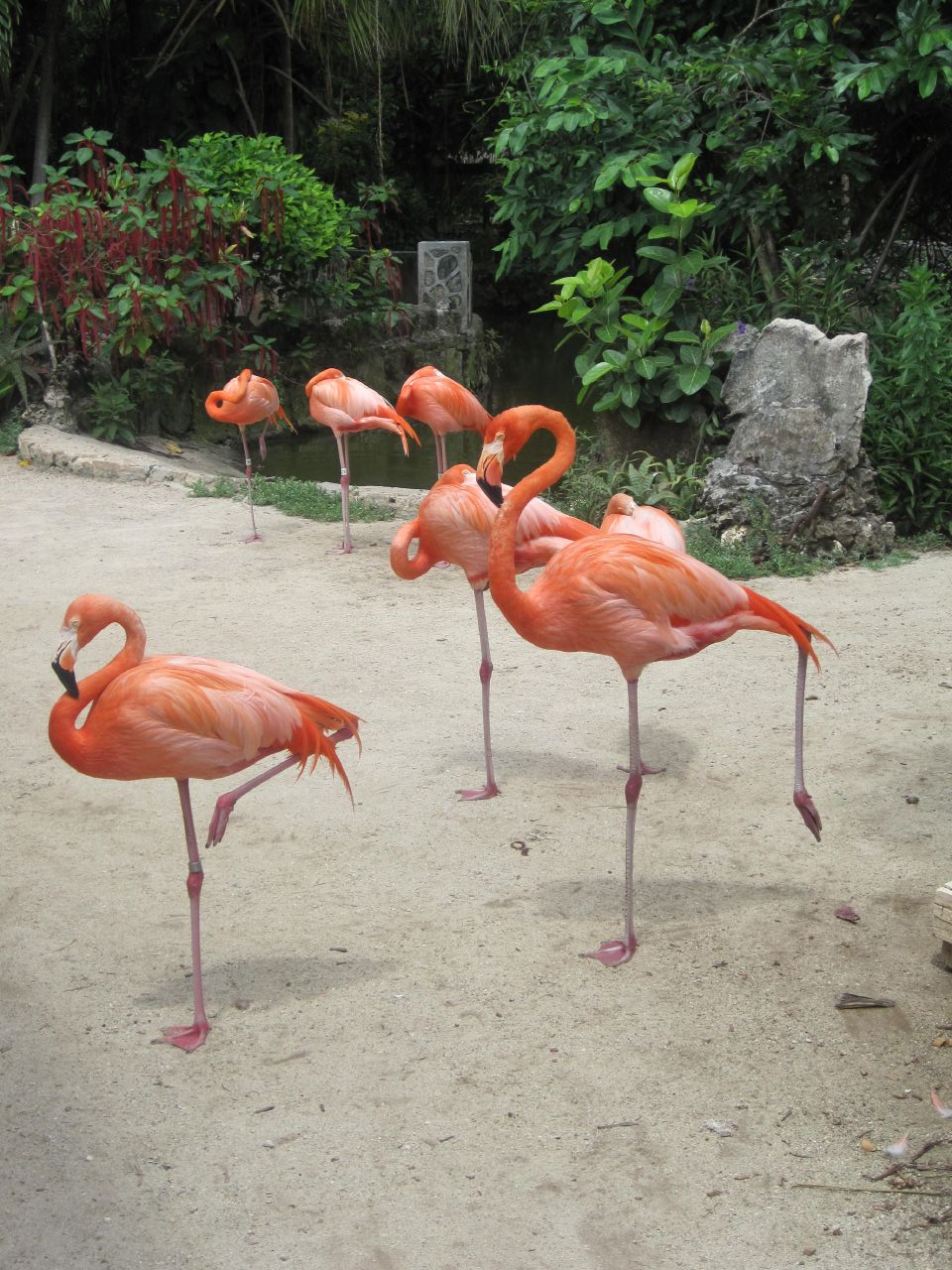
Фламінго в зоопарку «Ардастра»
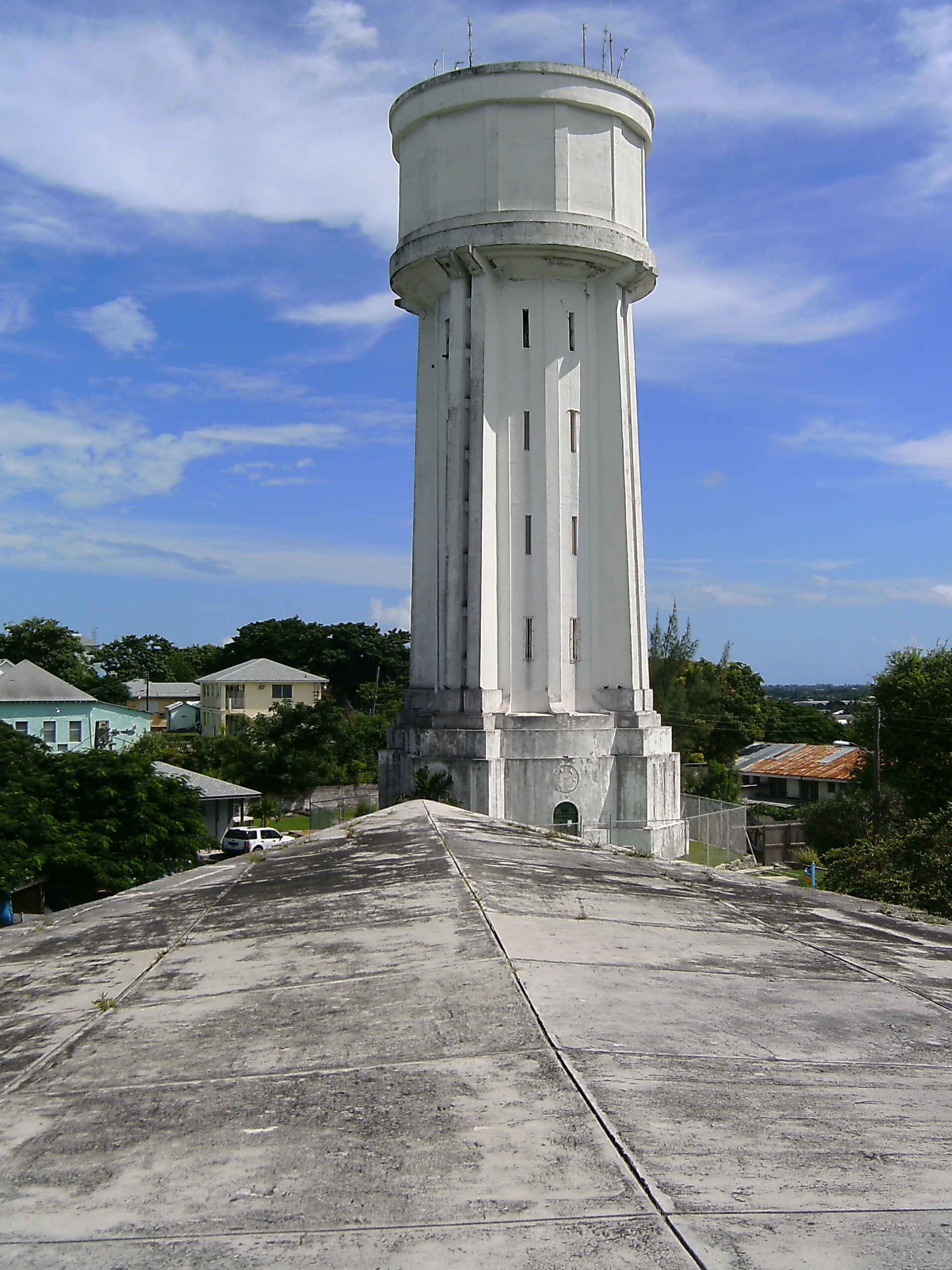
Водонапірна вежа
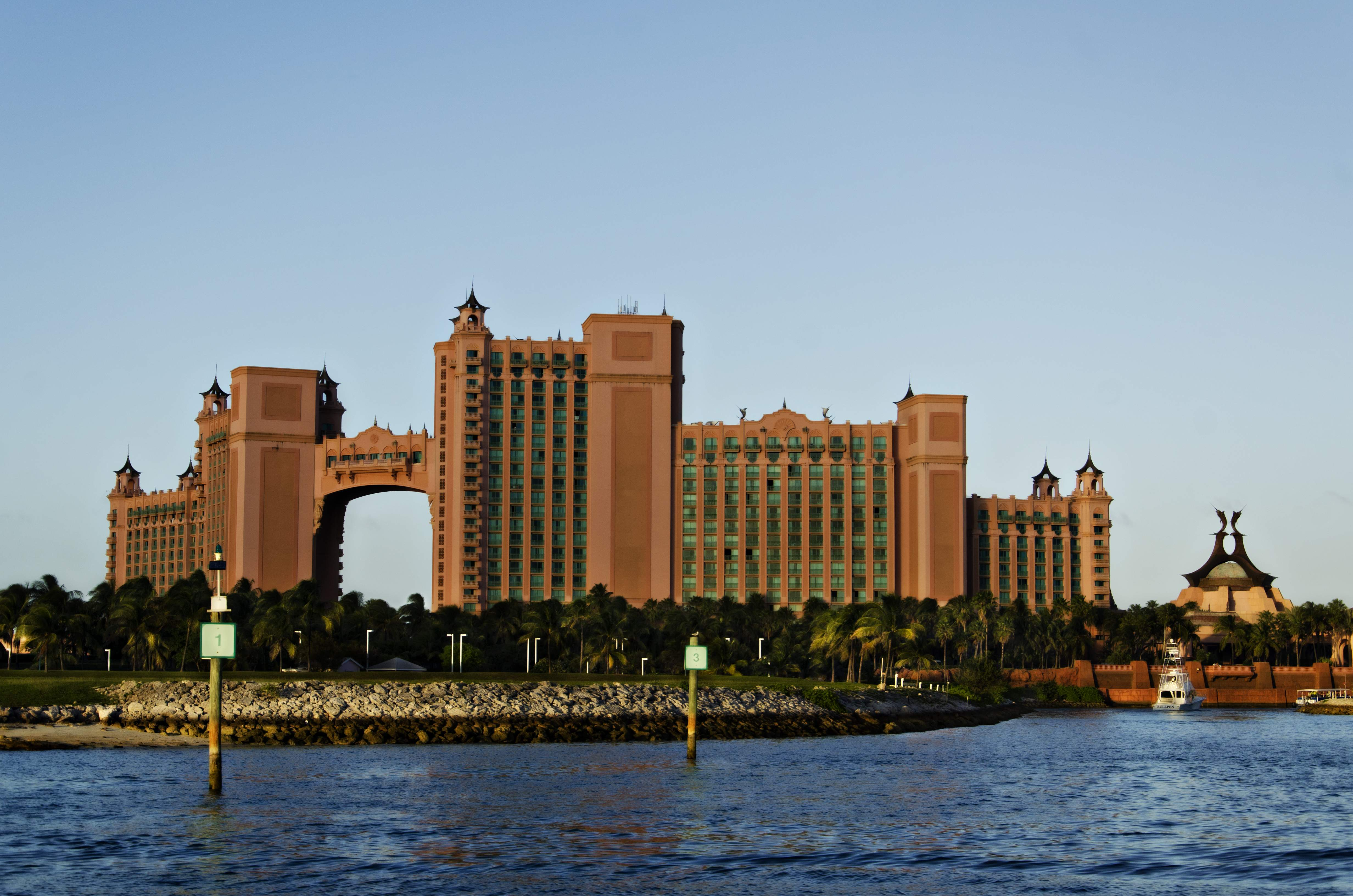
Курорт Атлантіс на острові Парадайз
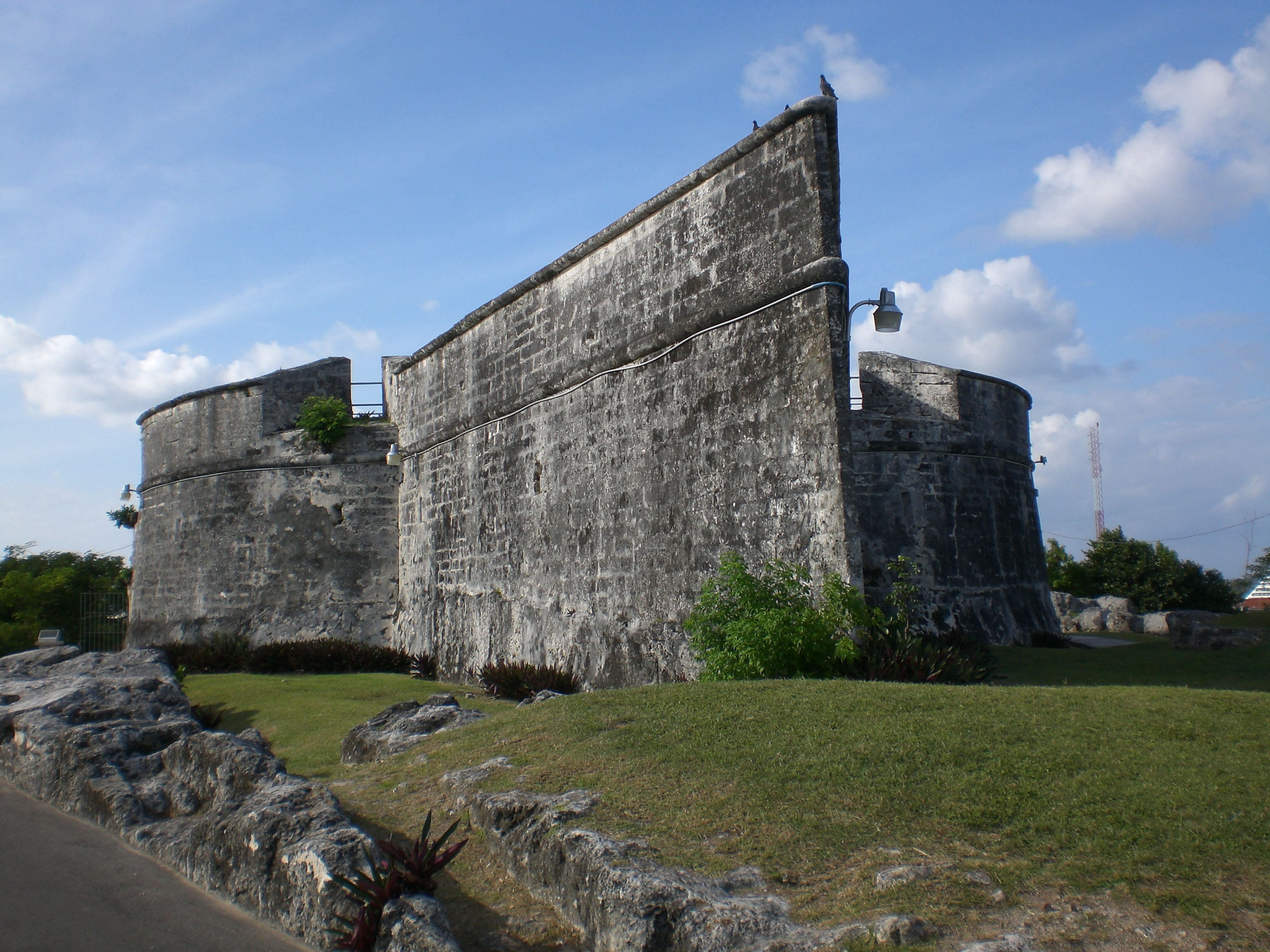
Форт Фінкасл
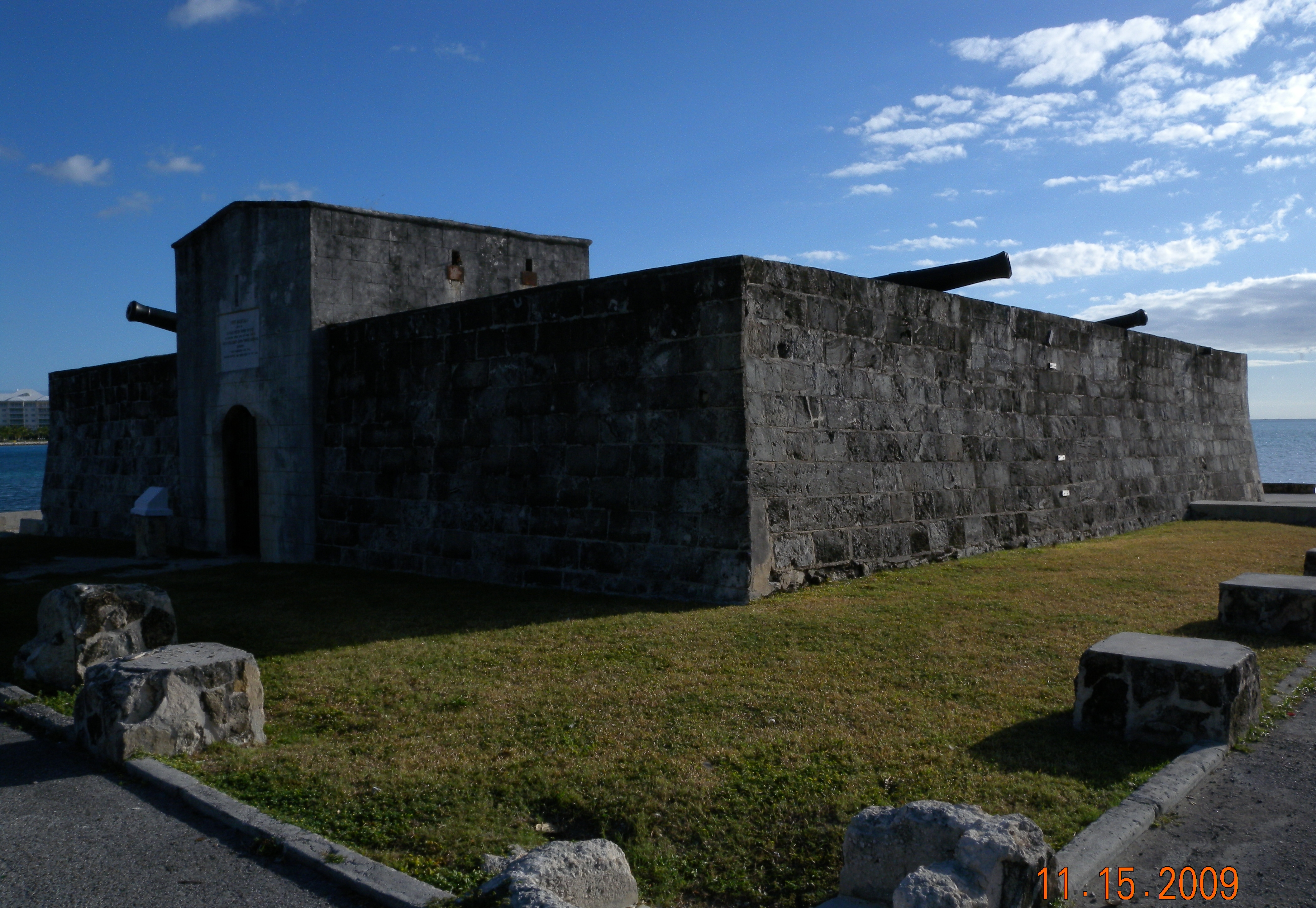
Форт Монтегю
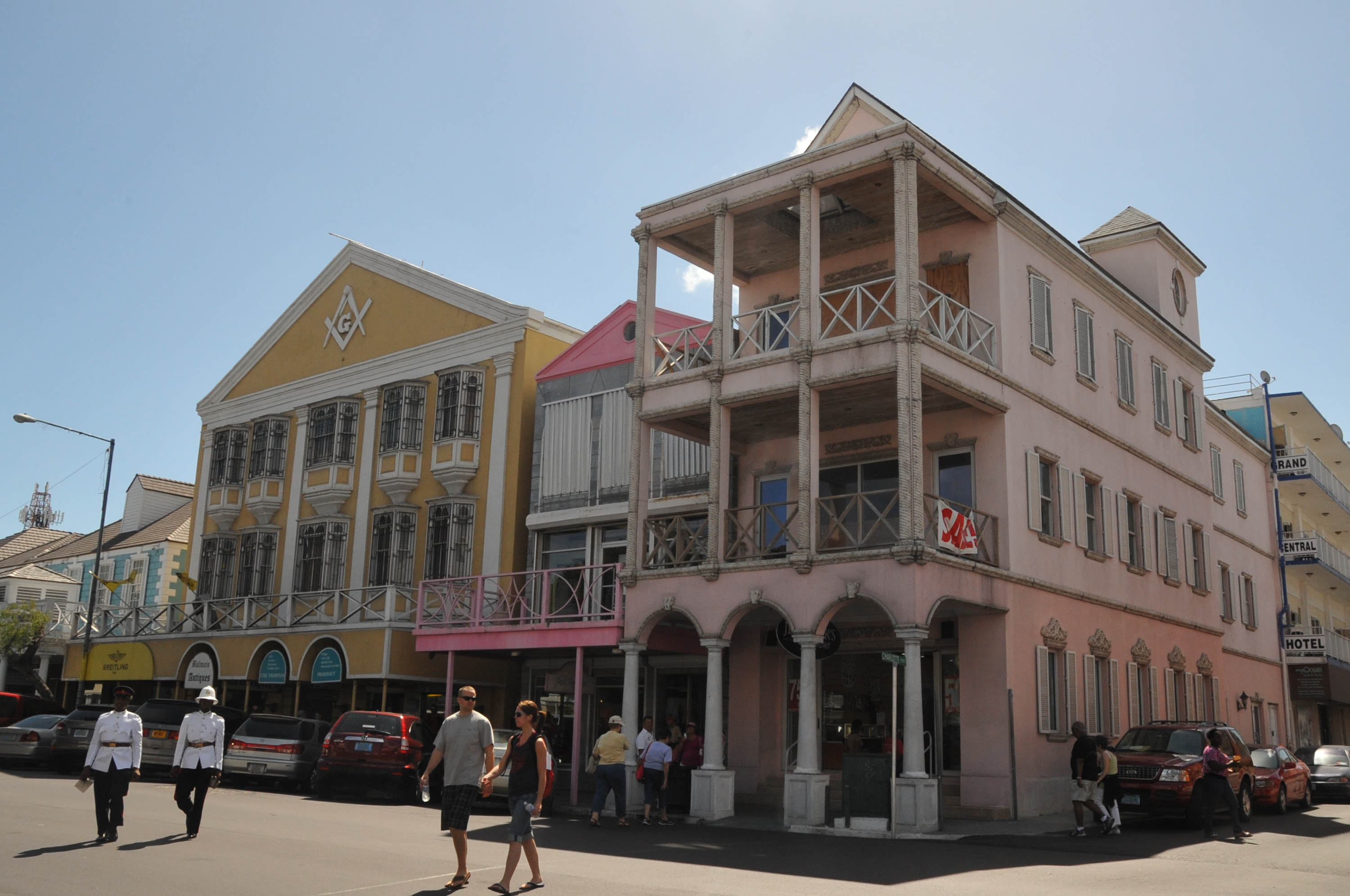
Бей-стріт
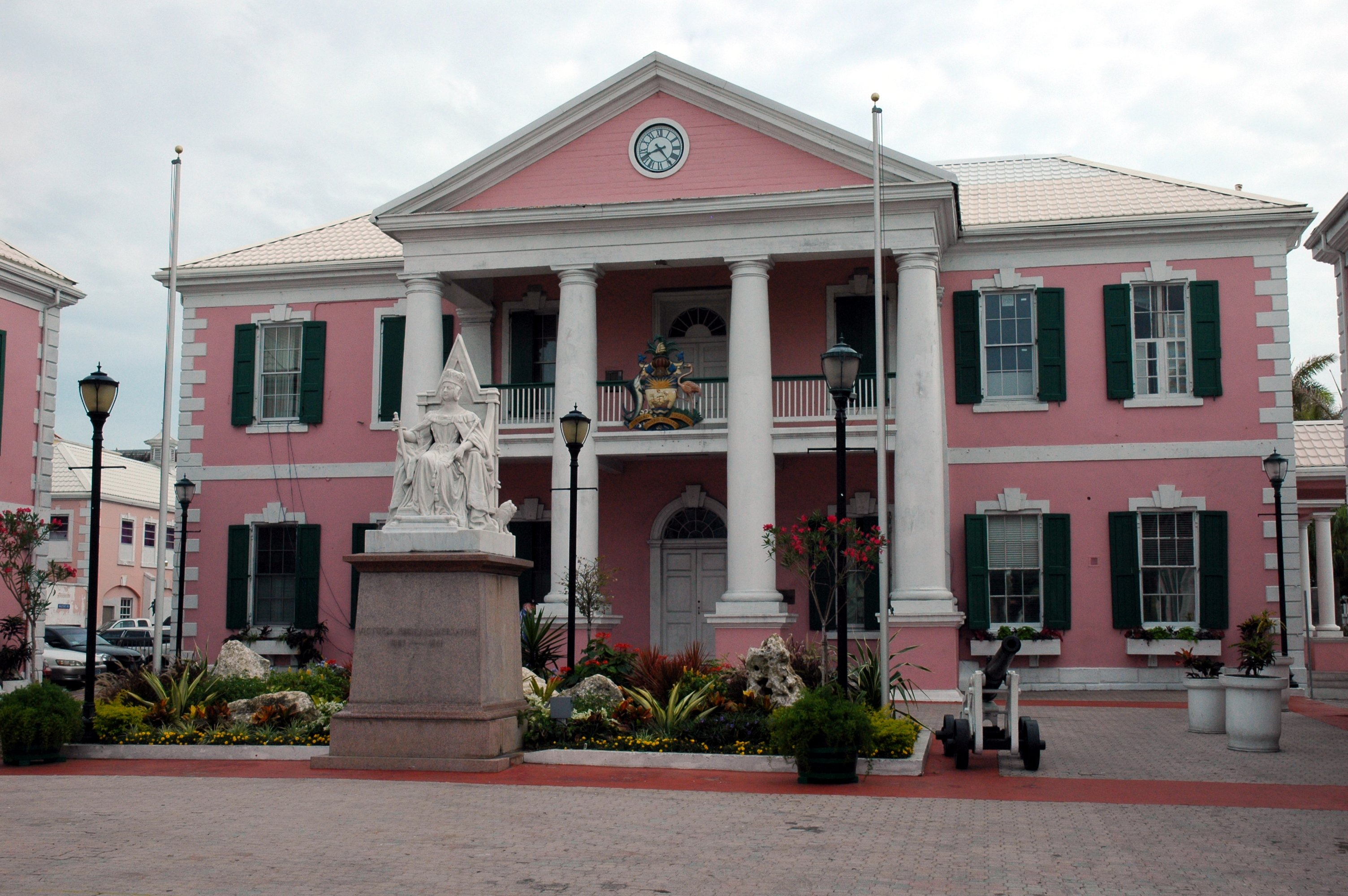
Парламент Багамських Островів
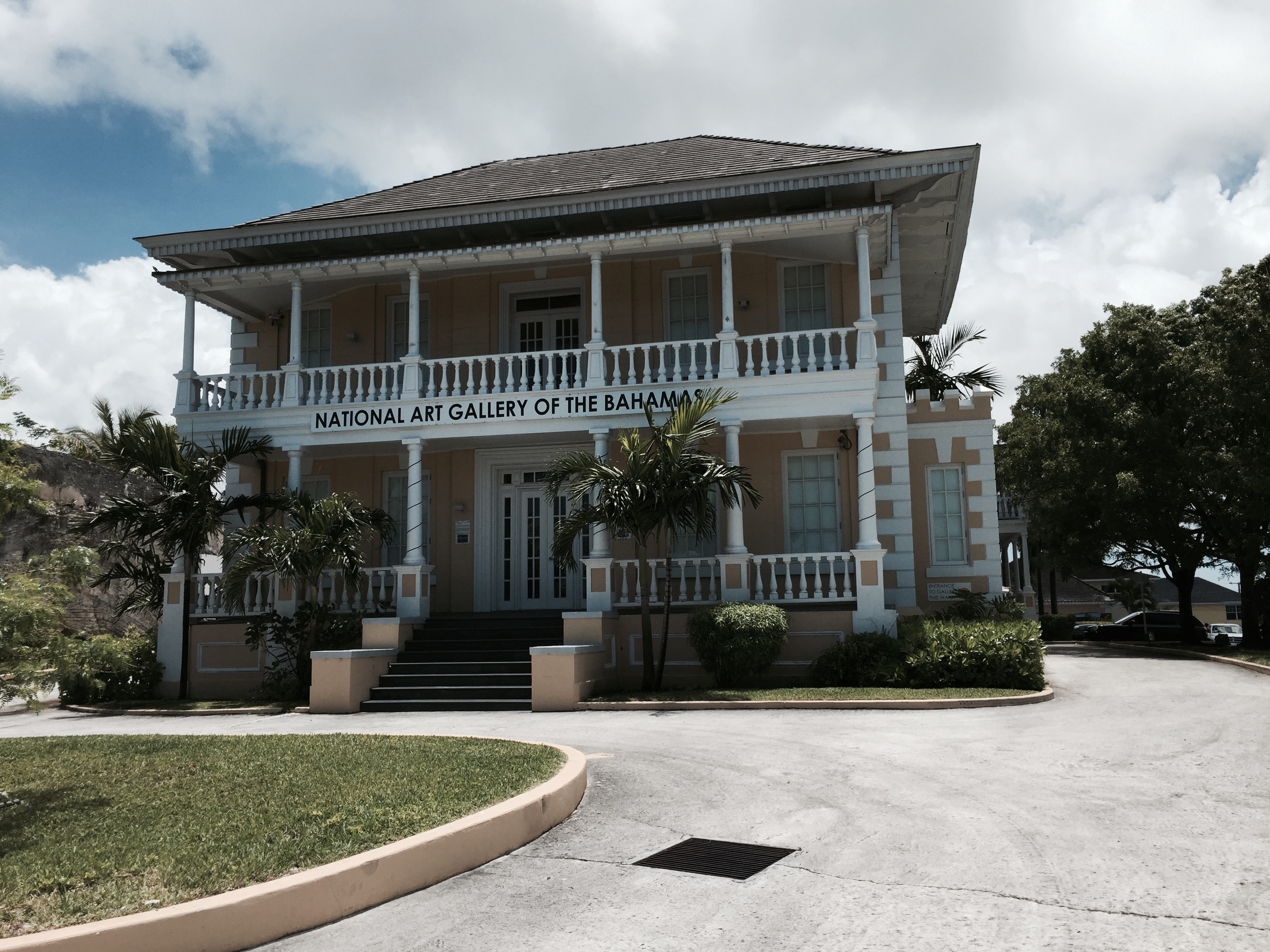
Національна картинна галерея Багамських островів
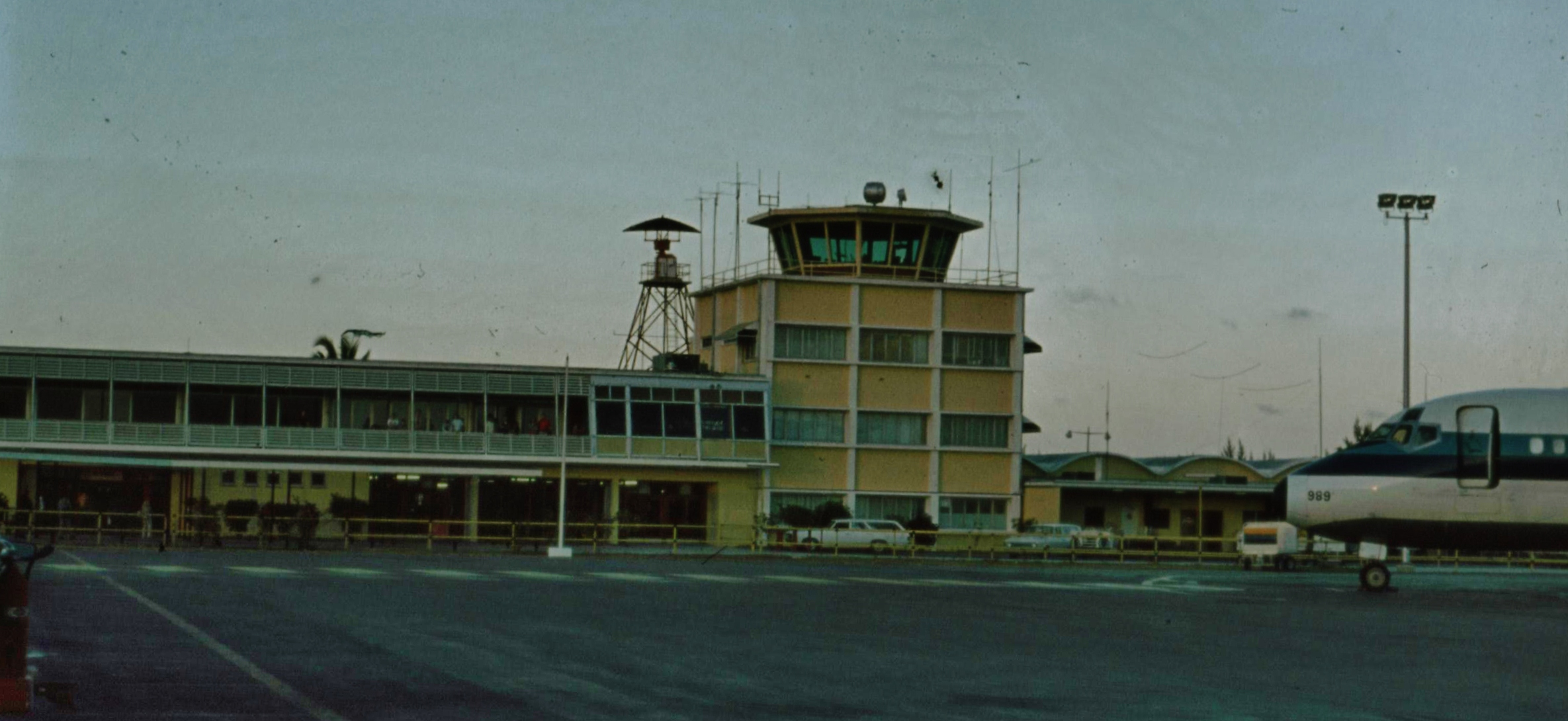
Міжнародний аеропорт Лінден Піндлінг